# La Chapelle-Forainvilliers
La Chapelle-Forainvilliers é uma comuna francesa na região administrativa do Centro, no departamento Eure-et-Loir. Estende-se por uma área de 5,45 km². Em 2010 a comuna tinha 200 habitantes (densidade: 36,7 hab./km²).